# Palyas pallicosta
Palyas pallicosta är en fjärilsart som beskrevs av Felder och Alois Friedrich Rogenhofer 1875. Palyas pallicosta ingår i släktet Palyas och familjen mätare. Inga underarter finns listade i Catalogue of Life.